# ブルーバードカップ
ブルーバードカップは、千葉県競馬組合が、船橋競馬場ダート1800メートル (m)で施行する地方競馬（南関東公営競馬）の重賞競走（ダートグレード競走）である。格付けはJpnIII。日刊ゲンダイを発行する株式会社日刊現代が優勝杯を提供しているため、正式名称は「日刊ゲンダイ賞 ブルーバードカップ」と表記される。
副賞は日刊ゲンダイ賞、日本中央競馬会理事長賞、日本馬主協会連合会長奨励賞、日本地方競馬馬主振興協会会長賞、地方競馬全国協会理事長賞、開催執務委員長賞、またNAR生産牧場賞と船橋競馬生産牧場賞がある（2025年）。

## 概要
1956年にアラブ系3歳（旧4歳）限定の重賞競走として創設される。
1998年の第42回はサラブレッド系の競走馬も出走できるオールカマー競走として施行された。
翌1999年の第43回からはサラブレッド系のみの競走に変更される。
2005年の第49回を最後に重賞競走としてはいったん休止され、翌2006年からは特別競走に降格となる。
2017年より準重賞に昇格。2023年は開催されず、2024年からは全日本的なダート競走の体系整備に伴いダートグレード競走となり、JpnIIIに格付け、施行距離もダート1800mに変更されるとともに羽田盃のトライアル競走に指定され、地方所属の1着馬には羽田盃への優先出走権が付与される。なお、回数については重賞として休止以前のものから引き継いでおり、重賞（ダートグレード競走）として再設定された2024年は「第50回」としてカウントされている。
本競走は2022年まで東京湾カップのトライアル競走に指定され、上位2着までに入った馬には優先出走権が付与されていた。

### 条件・賞金等（2025年）
出走条件
サラブレッド系3歳、地方競馬選定馬・中央競馬選定馬
- 中央競馬所属馬の出走枠は3頭。
- ブリーダーズゴールドジュニアカップに優勝し、かつサンライズカップで入着ないしJBC2歳優駿で地方所属馬のうちの上位3番手までに入った北海道競馬所属馬と、チバテレ盃で3着以上に入った馬に優先出走権がある。

負担重量
56kg、牝馬54kgが基本重量で、中央競馬所属馬は本年1月10日までの収得賞金500万円超は1kgの負担増、地方競馬所属馬は本年1月11日までの地方競馬所属時の総収得賞金1200万円超は1kg負担増となる。
賞金額
1着2400万円、2着840万円、3着480万円、4着240万円、5着120万円。
優先出走権付与
本競走で優勝した地方所属馬に羽田盃の優先出走権が付与される。

## 歴代優勝馬
| 回数                                   | 施行日        | 優勝馬             | 性齢 | 所属 | タイム          | 優勝騎手   | 管理調教師   | 馬主             |
| -------------------------------------- | ------------- | ------------------ | ---- | ---- | --------------- | ---------- | ------------ | ---------------- |
| 第1回                                  | 1956年2月15日 | フレツチヤ         | 牝4  | 川崎 | 1:47.4          | 鳥飼元脩   | 鳥飼元脩     |                  |
| 第2回                                  | 1957年2月2日  | イチキヨタカラ     | 牝4  | 船橋 | 1:45.2          | 谷口章     | 谷口源吾     |                  |
| 第3回                                  | 1958年2月23日 | モアナー           | 牝4  | 船橋 | 1:43.4          | 須田茂     | 木村万吉     |                  |
| 第4回                                  | 1959年1月25日 | アジヤンタ         | 牝4  | 船橋 | 1:46.3          | 荒山徳一   | 佐竹海治     |                  |
| 第5回                                  | 1960年1月24日 | シマウタ           | 牝4  | 川崎 | 1:49.4          | 勝又衛     | 佐藤金秋     |                  |
| 第6回                                  | 1961年3月9日  | ダイゴウイルソン   | 牡4  | 川崎 | 1:45.3          | 佐々木竹見 | 鈴木春吉     |                  |
| 第7回                                  | 1962年2月23日 | ダイリユウ         | 牡4  | 船橋 | 1:44.1          | 藤田安弘   | 関口三治     |                  |
| 第8回                                  | 1963年3月8日  | フクトミホマレ     | 牡4  | 大井 | 1:45.5          | 小筆昌     | 森田正一     |                  |
| 第9回                                  | 1964年2月1日  | アデルバウエル     | 牡4  | 大井 | 1:43.5          | 須田茂     | 阪本正太郎   |                  |
| 第10回                                 | 1965年1月2日  | ビンゴ             | 牡4  | 大井 | 1:44.4          | 須田茂     | 田中利衛     |                  |
| 第11回                                 | 1966年2月26日 | ハナノキネン       | 牡4  | 大井 | 1:42.8          | 渥美忠男   | 森谷光雄     |                  |
| 第12回                                 | 1967年2月22日 | ホージツト         | 牡4  | 大井 | 1:43.5          | 高柳恒男   | 武森辰己     |                  |
| 第13回                                 | 1968年2月21日 | ビオー             | 牡4  | 船橋 | 1:42.7          | 宮下紀英   | 宮下仁       |                  |
| 第14回                                 | 1969年2月12日 | モリセイユウ       | 牡4  | 大井 | 1:42.8          | 物井栄     | 山下春茂     |                  |
| 第15回                                 | 1970年2月18日 | スピードマツク     | 牡4  | 船橋 | 1:42.9          | 宮下紀英   | 濱月睦生     |                  |
| 第16回                                 | 1971年2月24日 | ブルジヨン         | 牡4  | 船橋 | 1:43.3          | 内野健二   | 木村万吉     |                  |
| 第17回                                 | 1973年2月14日 | ダライラマ         | 牝4  | 船橋 | 1:41.3          | 田部和廣   | 木村和男     |                  |
| 第18回                                 | 1974年2月13日 | ミスダイリン       | 牝4  | 船橋 | 1:39.8          | 角田次男   | 佐藤勇       |                  |
| 第19回                                 | 1975年2月17日 | ホクトライデン     | 牡4  | 船橋 | 1:41.8          | 江湖富貴   | 平島好助     |                  |
| 第20回                                 | 1976年2月18日 | マルトクチドリ     | 牝4  | 船橋 | 1:40.5          | 高橋三郎   | 熊坂明       |                  |
| 第21回                                 | 1977年2月7日  | ソデノボーイ       | 牡4  | 船橋 | 1:42.6          | 牛島和也   | 伊藤匡       |                  |
| 第22回                                 | 1978年2月6日  | ハチノウイン       | 牡4  | 船橋 | 1:43.6          | 松代真     | 千吉良秀之助 |                  |
| 第23回                                 | 1979年2月15日 | サリユウムサシ     | 牡4  | 船橋 | 1:41.7          | 桑島孝春   | 高松弘之     |                  |
| 第24回                                 | 1980年2月2日  | イケアレツポ       | 牡4  | 船橋 | 1:41.7          | 渡辺市郎   | 宮下哲朗     |                  |
| 第25回                                 | 1981年2月18日 | サンリキユウ       | 牡4  | 川崎 | 1:42.5          | 本間茂     | 足立勝久     |                  |
| 第26回                                 | 1982年2月24日 | ケイワイホマレ     | 牡4  | 大井 | 1:41.5          | 高橋三郎   | 小筆昌       |                  |
| 第27回                                 | 1983年2月22日 | ハヤノランサー     | 牡4  | 川崎 | 1:42.6          | 高橋三郎   | 福島幸三郎   |                  |
| 第28回                                 | 1984年2月21日 | カネヤマカザン     | 牝4  | 大井 | 1:42.7          | 堀千亜樹   | 遠間波満行   |                  |
| 第29回                                 | 1985年2月19日 | ノムラダイオー     | 牡4  | 大井 | 1:42.2 （同着） | 高橋三郎   | 山下春茂     |                  |
| 第29回                                 | 1985年2月19日 | ダークルア         | 牡4  | 浦和 | 1:42.2 （同着） | 吉田正美   | 武藤信尾     |                  |
| 第30回                                 | 1986年2月4日  | トヨクラテイオー   | 牡4  | 船橋 | 1:43.8          | 石崎隆之   | 出川己代造   |                  |
| 第31回                                 | 1987年1月22日 | ホクトライトオー   | 牡4  | 川崎 | 1:43.6          | 本間茂     | 松田久       |                  |
| 第32回                                 | 1988年2月24日 | オタルホーマー     | 牡4  | 大井 | 1:42.9          | 高橋三郎   | 物井榮       |                  |
| 第33回                                 | 1989年2月22日 | ホクトエンペラー   | 牡4  | 船橋 | 1:42.2          | 桑島孝春   | 後藤稔       |                  |
| 第34回                                 | 1990年2月21日 | ミスタートミカワ   | 牡4  | 船橋 | 1:44.3          | 湯浅淳一   | 中井利一     |                  |
| 第35回                                 | 1991年2月2日  | ニユートモス       | 牡4  | 浦和 | 1:45.5          | 佐藤隆     | 広瀬龍夫     |                  |
| 第36回                                 | 1992年2月26日 | ヒタチトウザイ     | 牡4  | 川崎 | 1:44.9          | 佐々木竹見 | 足立勝久     |                  |
| 第37回                                 | 1993年2月17日 | ゲートウエーキング | 牡4  | 船橋 | 1:44.8          | 斉藤敏     | 斉藤速人     |                  |
| 第38回                                 | 1994年2月22日 | グランドサイト     | 牡4  | 船橋 | 1:43.5          | 桑島孝春   | 新井康夫     |                  |
| 第39回                                 | 1995年1月11日 | ホマレシヨウハイ   | 牡4  | 船橋 | 1:44.1          | 石崎隆之   | 出川博       |                  |
| 第40回                                 | 1996年1月29日 | マルゼンマオ       | 牡4  | 川崎 | 1:43.7          | 野崎武司   | 大田五郎     |                  |
| 第41回                                 | 1997年2月18日 | マルゼンイチバン   | 牝4  | 船橋 | 1:46.8          | 石崎隆之   | 江川秀三     |                  |
| 第42回                                 | 1998年2月11日 | エスケイタイガー   | 牡4  | 船橋 | 1:42.3          | 佐藤祐樹   | 波多野高次   |                  |
| 第43回                                 | 1999年2月17日 | シンセイライデン   | 牡4  | 船橋 | 1:42.7          | 石崎隆之   | 川島正行     |                  |
| 第44回                                 | 2000年1月19日 | ヒノデケーティング | 牡4  | 船橋 | 1:40.3          | 佐藤隆     | 川島正行     |                  |
| 第45回                                 | 2001年2月6日  | トミケンファントム | 牡3  | 船橋 | 1:43.0          | 石崎隆之   | 出川克己     |                  |
| 第46回                                 | 2002年2月27日 | バックギアー       | 牡3  | 船橋 | 1:42.6          | 石崎隆之   | 川島正行     |                  |
| 第47回                                 | 2003年1月22日 | ナイキアディライト | 牡3  | 船橋 | 1:42.1          | 石崎隆之   | 出川龍一     |                  |
| 第48回                                 | 2004年1月14日 | トミケンウイナー   | 牡3  | 船橋 | 1:42.6          | 左海誠二   | 岡林光浩     |                  |
| 第49回                                 | 2005年1月2日  | タイムライアン     | 牡3  | 船橋 | 1:39.9          | 石崎隆之   | 川島正行     |                  |
| 2024年よりダートグレード競走として施行 |               |                    |      |      |                 |            |              |                  |
| 第50回                                 | 2024年1月17日 | アンモシエラ       | 牝3  | JRA  | 1:55.9          | 坂井瑠星   | 松永幹夫     | 広尾レース（株） |
| 第51回                                 | 2025年1月22日 | メルキオル         | 牡3  | JRA  | 1:53.3          | 川田将雅   | 松永幹夫     | 吉田勝己         |

出典：南関東4競馬場公式「ブルーバードカップ競走優勝馬」https://www.nankankeiba.com/win_uma/43.do

### 特別競走時
| 施行日        | 優勝馬             | 性齢 | 所属 | タイム | 優勝騎手   | 管理調教師 |
| ------------- | ------------------ | ---- | ---- | ------ | ---------- | ---------- |
| 2006年2月13日 | オウシュウクラウン | 牡3  | 船橋 | 1:44.5 | 山田信大   | 坂本昇     |
| 2007年2月5日  | アートルマン       | 牡3  | 船橋 | 1:47.9 | 石崎隆之   | 出川克己   |
| 2008年1月8日  | キングサラディン   | 牡3  | 船橋 | 1:42.2 | 戸崎圭太   | 川島正一   |
| 2009年1月7日  | グレートカフェ     | 牡3  | 船橋 | 1:42.5 | 左海誠二   | 林正人     |
| 2010年1月12日 | ラスカルキッド     | 牡3  | 船橋 | 1:43.1 | 水野貴史   | 山本学     |
| 2011年1月18日 | サティスフェール   | 牡3  | 船橋 | 1:45.1 | 山田信大   | 山浦武     |
| 2012年1月10日 | セレブレ           | 牝3  | 船橋 | 1:44.7 | 山田信大   | 山浦武     |
| 2013年1月7日  | ヒデサンスピリット | 牡3  | 船橋 | 1:42.5 | 御神本訓史 | 矢野義幸   |
| 2014年4月7日  | ノーキディング     | 牡3  | 船橋 | 1:50.2 | 御神本訓史 | 矢野義幸   |
| 2015年4月13日 | ハタノヴォラーレ   | 牡3  | 船橋 | 1:49.0 | 真島大輔   | 佐藤厚弘   |
| 2016年4月13日 | スマイルゴーイング | 牡3  | 船橋 | 1:50.2 | 的場文男   | 山田信大   |

### 準重賞格付け時
| 施行日        | 優勝馬             | 性齢 | 所属 | タイム | 優勝騎手 | 管理調教師 |
| ------------- | ------------------ | ---- | ---- | ------ | -------- | ---------- |
| 2017年4月13日 | グランウブロ       | 牡3  | 船橋 | 1:50.6 | 矢野貴之 | 坂本昇     |
| 2018年4月12日 | デイジーカーニバル | 牡3  | 船橋 | 1:48.3 | 石崎駿   | 佐藤賢二   |
| 2019年4月18日 | レオズハウライト   | 牡3  | 船橋 | 1:51.1 | 本田正重 | 山下貴之   |
| 2020年4月1日  | デスティネ         | 牡3  | 大井 | 1:48.5 | 森泰斗   | 渡邉和雄   |
| 2021年4月6日  | オークハンプトン   | 牡3  | 大井 | 1:47.9 | 森泰斗   | 藤田輝信   |
| 2022年4月12日 | ロマンスグレー     | 牡3  | 船橋 | 1:51.9 | 左海誠二 | 林正人     |

### 各回競走結果の出典
2006年から2022年
- JBISサーチ
  - 2006年,2007年,2008年,2009年,2010年,2011年,2012年,2013年,2014年,2015年,2016年,2017年,2018年,2019年,2020年,2021年,2022年